# 道風くん
道風くん（とうふうくん）は、愛知県春日井市のマスコットキャラクター。同市出身の書家・小野道風をモチーフに考案された。デザインは2代目で、2008年（平成20年）10月の市民投票の結果決定した。

## 制定経緯
初代道風くんから2代目道風くんの変更経緯は契約期限の失効とマスコットキャラクターの流行によるものである。

### 初代
制作年
1994年（平成6年）
目的
「書聖小野道風生誕1100年」の各種記念授業をPRするため。
製作委託
株式会社大広（広告代理店）

### 2代目
制作年
2008年（平成20年）
目的
春日井市65周年にあたり、初代道風くんをリニューアルし、全国から親しまれるマスコットとする。
製作
春日井まつりにおいて市民投票が実施され、5,508票中1,401票を獲得した名古屋造形大学視覚伝達デザインコース1年の吉田有里さんの作品が選ばれた。

## ゆるキャラグランプリ成績
道風くんは全8回開催されたゆるキャラグランプリを7回出場。
最高順位は2018年（平成30年）139位である、2019年（令和元年）も参加予定。
| 2012年 | 378/865位  |
| 2013年 | 881/1580位 |
| 2014年 | 394/1699位 |
| 2015年 | 153/1727位 |
| 2016年 | 149/1414位 |
| 2017年 | 171/1158位 |
| 2018年 | 139/505位  |

## 出没場所
2019年（令和元年）
- 5月31日・6月3日・6月5日：JR中央本線 勝川駅、春日井駅、高蔵寺駅にて禁煙をサポートのため、禁煙の旗をもって各駅に出没。
- 6月2日：絆マラソンにて応援、記念撮影のため出没。
- 6月7日・8日：消費生活展を市役所周辺にて開催、クイズの手伝い記念撮影のため出没。
- 7月27日：納凉祭りが台風の影響により7月28日開催。記念撮影、子供たちとの盆踊りのため出没[4]。

## 着ぐるみ貸し出し
道風くんの着ぐるみは無料で貸し出しをしている。貸出手順は文化スポーツ部文化・生涯学習課に空き状況を確認、仮予約を入れ、着ぐるみの貸出、返却にあたっては、文化・生涯学習課にて。着ぐるみを使用する際は、「マニュアル」に従いマナーを守る。

## 関連グッズ
道風くんの描かれた鉛筆や消しゴムなどの文房具。マグカップやトートバッグなどの日用品。道風くんの書にちなんで墨汁がある。他にもシールや道風くんの図柄入りナンバープレートなど様々なものがある。